# سامويل جونسون
سأمويل جونسون (بالإنجليزية: Samuel Johnson)‏، من مواليد 25 يوليو 1973 في أكرا في غانا، لاعب كرة قدم غاني.
لعب لعدة أندية مثل نادي فنربغشة التركي ونادي غازيانتبسبور التركي ونادي كايسريسبور التركي.
و قد لعب مع منتخب غانا لكرة القدم.

## روابط خارجية
- سامويل جونسون على موقع اتحاد تركيا (لاعب) (الإنجليزية)
- سامويل جونسون على موقع قاعدة بيانات كرة القدم.إي يو (الإنجليزية)
- سامويل جونسون على موقع ناشيونال فوتبول تيمز (الإنجليزية)